# کاللاهتی
کالْلاهْتی (به فنلاندی: Kallahti) یک منطقهٔ مسکونی در فنلاند است که در هلسینکی واقع شده‌است. کاللاهتی ۱٫۹۳ کیلومتر مربع مساحت و ۷٬۱۷۵ نفر جمعیت دارد.